# Liste des gouvernements de la Slovénie
Cet article donne la liste des gouvernements slovènes depuis les premières élections libres, en 1990. En gras est indiqué le parti du président du gouvernement.

## Liste
| Gouvernement     | Président                      | Président       | Coalition | Dates                                                              |
| ---------------- | ------------------------------ | --------------- | --- | ------------------------------------------------------------------ |
| Conseil exécutif |                                | Alojz Peterle   | SDZ-SDZS-SKD-SKZ-LS-ZS                                                                                           | 16 mai 1990 - 14 mai 1992 (1 an, 11 mois et 28 jours)              |
| Drnovšek I       |                                | Janez Drnovšek  | LDS-SDSS-ZLSD-ZS-DS-SSS                                                                                          | 14 mai 1992 - 25 janvier 1993 (8 mois et 11 jours)                 |
| Drnovšek II      |                                | Janez Drnovšek  | LDS-ZLSD-SDSS-SKD                                                                                                | 25 janvier 1993 - 27 février 1997 (4 ans, 1 mois et 2 jours)       |
| Drnovšek III     |                                | Janez Drnovšek  | LDS-SLS-DeSUS | 27 février 1997 - 7 juin 2000 (3 ans, 3 mois et 11 jours)          |
| Bajuk            |                                | Andrej Bajuk    | SLS+SKD-SDSS | 7 juin - 30 novembre 2000 (5 mois et 23 jours)                     |
| Bajuk            | SLS+SKD-SDSS-NSi (4 août 2000) | Andrej Bajuk    | | 7 juin - 30 novembre 2000 (5 mois et 23 jours)                     |
| Drnovšek IV      |                                | Janez Drnovšek  | LDS-ZLSD-SLS+SKD                                                                                                 | 30 novembre 2000 - 19 décembre 2002 (2 ans et 19 jours)            |
| Rop              |                                | Anton Rop       | LDS-ZLSD-SLS+SKD LDS-ZLSD (20 avril 2004)                                                                        | 19 décembre 2002 - 3 décembre 2004 (1 an, 11 mois et 14 jours)     |
| Janša I          |                                | Janez Janša     | SDS-NSi-SLS-DeSUS                                                                                                | 3 décembre 2004 - 21 novembre 2008 (3 ans, 11 mois et 18 jours)    |
| Pahor            |                                | Borut Pahor     | SD-Zares-DeSUS-LDS SD-Zares-LDS (19 avril 2011) SD-LDS (27 juin 2011)                                            | 21 novembre 2008 - 10 février 2012 (3 ans, 2 mois et 20 jours)     |
| Janša II         |                                | Janez Janša     | SDS-DL-DeSUS-SLS-NSi SDS-DeSUS-SLS-NSi (24 janvier 2013) SDS-SLS-NSi (22 février 2013) SDS-NSi (25 février 2013) | 10 février 2012 - 20 mars 2013 (1 an, 1 mois et 10 jours)          |
| Bratušek         |                                | Alenka Bratušek | PS-SD-DL-DeSUS                                                                                                   | 20 mars 2013 - 18 septembre 2014 (1 an, 5 mois et 29 jours)        |
| Cerar            |                                | Miro Cerar      | SMC-DeSUS-SD | 18 septembre 2014 - 13 septembre 2018 (3 ans, 11 mois et 26 jours) |
| Šarec            |                                | Marjan Šarec    | LMŠ-SD-SMC-SAB-DeSUS                                                                                             | 13 septembre 2018 - 13 mars 2020 (1 an et 6 mois)                  |
| Janša III        |                                | Janez Janša     | SDS-SMC-NSi-DeSUS                                                                                                | 13 mars 2020 - 1er juin 2022 (2 ans, 2 mois et 19 jours)           |
| Golob            |                                | Robert Golob    | GS-SD-Levica-LMS                                                                                                 | Depuis le 1er juin 2022 (2 ans, 9 mois et 1 jour)                  |